# Jairo Pérez
Pérez  Suárez est un nom espagnol. Le premier nom de famille, en général paternel, est Pérez ; le second, en général maternel, souvent omis, est Suárez.
Jairo Pérez Suárez, né à Iza (département de Boyacá) le 24 mars 1973, est un coureur cycliste colombien des années 1990 à 2010, professionnel de 1996 à 2000.

## Repères biographiques
En 2006, il fait partie de la sélection colombienne de cyclisme sur piste qui s'illustre sur de nombreuses compétitions continentales. En poursuite par équipes, il remporte le titre à Carthagène des Indes, lors des Jeux d'Amérique centrale et des Caraïbes et au mois de novembre, lors des Jeux sud-américains. Par contre, il doit se contenter de la quatrième place aux championnats panaméricains. En poursuite individuelle, il obtient la médaille d'argent au Brésil et en Colombie. Tandis qu'il n'obtient que le bronze à l'automne, en Argentine. À São Paulo, il s'octroie une autre médaille, en bronze, dans la course aux points. À Carthagène, il est également aligné dans la course en ligne. Mais il finit cinquième, à quelques secondes de la dernière marche du podium.
Lors de la coupe du monde 2007-2008, Pérez dispute avec sa sélection la poursuite par équipes. Elle participe aux quatre manches de la coupe du monde. Le meilleur résultat est une 7e place à Los Angeles, qui associée à une 8e place à Copenhague, la place au 12e rang de la coupe du monde 2007-2008 de poursuite par équipes. 
Quelques semaines après la fin de la coupe du monde 2007-2008, il participe aux championnats du monde à Manchester. Membre de l'équipe, championne panaméricaine 2007 de poursuite, il prend part aux qualifications de cette discipline, qu'il achève à la 11e place. Il s'aligne également aux qualifications de la poursuite individuelle, sans plus de résultat, puisqu'il termine 21e et est éliminé dès ce stade de la compétition.
En août 2008, il dispute ses premiers Jeux. Il s'aligne au départ des qualifications de la poursuite par équipes. Dix équipes sont inscrites, et malheureusement, la sélection colombienne termine dixième, à près de cinq secondes de la dernière formation qualifiée.
En juillet 2009, il réalise de grands championnats panaméricains. Inscrit dans trois épreuves, il y remporte autant de médailles, dont deux en or dans les disciplines de poursuite.

### Année2012
Jairo Pérez n'obtient aucun résultat sur la route. Seuls une deuxième place lors de la première course de l'International Cycling Classic et son échappée, mis en échec à moins de deux kilomètres de l'arrivée, lors de la huitième étape du Tour de Colombie sont à remarquer. 
Il se consacre également à la piste, dans l'optique des Juegos Deportivos Nacionales de novembre. Le dernier week-end d'avril, il participe avec la ligue de cyclisme du département de Boyacá à la première manche des sélections pour les Jeux nationaux, qui se déroule au vélodrome Alcides Nieto Patiño de Cali. À cette occasion, il remporte une médaille d'or et une d'argent. Le vendredi 27, il décroche l'or dans la course aux points. En compagnie de Marvin Angarita, il prend deux tours d'avance au reste du peloton. Pérez réussit à trouver l'ouverture et s'octroie le troisième tour qui lui permet de devancer Angarita. Le lendemain, associé à Robert Plazas, il décroche l'argent de la course à l'américaine. Bien que dans le même tour, ils sont devancés par Angarita et son coéquipier.
Mais quelques jours avant les Juegos Deportivos Nacionales, il doit déclarer forfait à la suite d'une chute sévère, sur le vélodrome de Duitama, alors qu'il participe à l'ultime manche de la Copa Colombia de Pista. Le dernier jour, et bien qu'il ait remporté la course omnium, il tombe pendant l'épreuve de Madison. Il est relevé avec une fracture de la clavicule, une autre à la base du crâne et le déplacement d'une vertèbre. Même s'il faut attendre l'évolution du coup reçu à la tête, le médecin affirme qu'il n'a rien de grave et n'envisage pas d'opération. Pourtant cela éloignera, le coureur, quatre ou cinq mois des pistes.

## Équipes
- Amateurs:
  - 1995 :  Agua Natural Glacial
- Professionnelles[19]:
  - 1996 :  Selle Italia - Gaseosas Glacial - Magniflex (en Europe) ou Agua Natural Glacial (sur le Tour de Colombie)
  - 1997 :  Todos por Boyacá - Lotería de Boyacá
  - 1998 :  Lotería de Boyacá - Año 2000 Nueva Historia
  - 1999 :  Selle Italia - W 52 - Lotería Bono del Ciclismo (en Europe), Aguardiente Néctar - Selle Italia - Cundinamarca (en Colombie)
  - 2000 :  Aguardiente Néctar - Selle Italia - Aguila Roja
- Amateurs:
  - 2001 :  Lotería de Boyacá
  - 2002 :  Lotería de Boyacá - Pier de Agostini
  - 2003 :  Lotería de Boyacá
  - 2004 :  Lotería de Boyacá
  - 2005 :  Lotería de Boyacá - Coordinadora
  - 2006 :  Lotería de Boyacá - Coordinadora
  - 2007 :  Lotería de Boyacá
  - 2008 :  Lotería de Boyacá
  - 2009 :  Lotería de Boyacá
  - 2010 :  EBSA
  - 2011 :  EBSA

## Palmarès
- Doble Copacabana Grand Prix Fides
  - Vainqueur du classement général en 1999 et en 2001.
- Vuelta a la Independencia Nacional
  - Vainqueur du classement général en 2007.
- Tour de Colombie
  - 7 victoires[20] d'étape en 1998, en 1999, en 2000, en 2002, en 2007[21] et en 2010[22].
- Clásico RCN
  - 2 victoires d'étape en 1999[23] et en 2001.
- International Cycling Classic
  - 2 épreuves en 2008.

## Résultats sur lesgrands tours
Aucune participation.

## Résultats sur les championnats

### Jeux olympiques
- Pékin 2008
  - 10e de la poursuite par équipes[24] (avec Juan Esteban Arango, Arles Castro et Juan Pablo Forero) (éliminé au tour qualificatif[25]).

Il n'y a seulement que huit qualifiés lors de ce tour éliminatoire.

### Championnats du monde professionnels
| Course en ligne 1 participation. - 2002 : Abandon. | Poursuite individuelle 1 participation. - 2008 : Éliminé au tour qualificatif (21e temps des participants). Poursuite par équipes 1 participation. - 2008 : Éliminé au tour qualificatif (11e temps des participants). |

### Jeux panaméricains

#### Piste
Poursuite par équipes
1 participation.
- 2007 :  Deuxième de la compétition.

### Championnats panaméricains

#### Piste
| Poursuite par équipes 3 participations. - São Paulo 2006 : Quatrième de la compétition. - Valencia 2007 : Vainqueur de la compétition. - México 2009 : Vainqueur de la compétition. | Poursuite individuelle 2 participations. - São Paulo 2006 : Deuxième de la compétition. - México 2009 : Vainqueur de la compétition. | Course aux points 2 participations. - São Paulo 2006 : Troisième de la compétition. - México 2009 : Troisième de la compétition. |

### Jeux sud-américains

#### Piste
| Poursuite individuelle 1 participation. - Mar del Plata 2006 : Troisième de la compétition. | Poursuite par équipes 1 participation. - Mar del Plata 2006 : Vainqueur de la compétition. |

### Jeux d'Amérique centrale et des Caraïbes
| Course en ligne 1 participation. - Carthagène des Indes 2006 : Cinquième de la compétition. Contre-la-montre 1 participation. - Maracaibo 1998 : Cinquième de la compétition. | Poursuite individuelle - Maracaibo 1998 : Vainqueur de la compétition. - Carthagène des Indes 2006 : Deuxième de la compétition. Poursuite par équipes - Carthagène des Indes 2006 : Vainqueur de la compétition. |

### Championnats de Colombie
- Pereira 2007
  -  Médaillé d'or de la poursuite par équipes (avec Carlos Alzate, Juan Pablo Forero et Arles Castro)[30].
  -  Médaillé d'argent de la poursuite individuelle[31].
- Cali 2008
  -  Médaillé d'argent de la poursuite individuelle des XVIII Juegos Deportivos Nacionales[32].
- Barranquilla 2009
  -  Médaillé d'argent de la poursuite individuelle[33].
  -  Médaillé de bronze de la poursuite par équipes[34].